# بخش موتالا
بخش موتالا (به سوئدی: Motala kommun) یک ناحیه شهری در سوئد است که در شهرستان اوستر گوتلاند واقع شده‌است.

## خواهرخوانده
شهرهای Korsør, Hyvinkää، ایگشن و دوگاپیلس خواهرخوانده‌های بخش موتالا هستند.